# 791
Cette page concerne l'année 791  du calendrier julien. Pour l'année 791 av. J.-C., voir 791 av. J.-C.
L'année 791 est une année commune qui commence un samedi.

## Événements
- 7 février : fondation de l'abbaye de Cormery par Ithier, abbé de Saint-Martin-de-Tours[1].
- Mai/juin : Idris Ier, qui tentait de se rendre indépendant au Maroc, est empoisonné par un émissaire du calife Harun ar-Rachid au début de l'année 175 de l'Hégire[2]. Son fils posthume Moulay Idris II lui succède à l’âge de onze ans en 803 et rétablit son autorité sur le Maroc septentrional. Il installe sa capitale à Fès à partir de 808 (fin de règne en 828)[3].
- 14 septembre : début du règne d'Alphonse II le Chaste (759-842), roi des Asturies (fin en 835)[4]. Le nouveau roi établit sa cour à Oviedo où il bâtit églises et palais. Il hérisse les zones frontalières de forteresses tenues par des comtes (Castille). Il harcèle les musulmans par des raids dont un va jusqu’à Lisbonne (797). Il se libère de l’influence de l’Église wisigothique et crée des évêchés nouveaux.
- Septembre : départ de Ratisbonne de la première expédition de Charlemagne contre les Avars, qui perdent la Basse-Autriche (fin en octobre)[5]. Au cours de cette campagne, les armées franques traversent pour la première fois la Bohême. La guerre des Francs contre les Avars dure jusqu'en 799.

- Au Japon, le général Sakanoue no Tamuramaro (758-811) mène une guerre dans les territoires du nord-ouest de l’île principale où subsiste une société archaïque vivant comme à l’époque du Jômon[6].
- Eginhard est envoyé au palais de Charlemagne pour parfaire son instruction vers 791-792. Il ne tarde pas à se faire remarquer par la variété et l’étendue de ses connaissances. Charlemagne lui confie l’organisation de la construction de la cathédrale du palais d'Aix-la-Chapelle (794)[7]

## Naissances en 791
- Août : Idriss II.

## Décès en 791
- 26 octobre : Enguerrand de Metz[8].
- Al Khalil Ibn Ahmed, grammairien de Bassora, auteur d’un traité de grammaire et du premier dictionnaire arabe. Son disciple Sîbawayh (mort vers 795) écrit le Livre, qui sera le modèle de tous les livres de grammaire postérieurs.